# Kunsthistoriker
Kunsthistoriker sind Geisteswissenschaftler, die sich mit Kunst, Architektur, Bildgeschichte und visueller Kultur verschiedener Epochen, Zeiten und Länder beschäftigen. Kunsthistorikerinnen und Kunsthistoriker analysieren z. B. die Besonderheiten kunstgeschichtlicher Epochen, Kunststile und Theorien oder das Leben und das Werk einzelner Künstlerinnen und Künstler. Sie betreiben dazu Quellenstudien, dokumentieren die Entstehung von Kunstwerken und die oft facettenreichen Lebensläufe von Künstlern, interpretieren formal und inhaltlich ihre Werke. Sie arbeiten auch zu übergeordneten Fragestellungen, die das Verhältnis von Kunst und z. B. Natur, Kultur, Gesellschaft, Institutionen, Geschlechtergeschichte und Politik betreffen. Kunsthistoriker veröffentlichen Publikationen zu allgemeinen kunstgeschichtlichen, kunstwissenschaftlichen, architekturhistorischen sowie ästhetischen, sozialen und politischen Fragestellungen. Insbesondere können Werke der Bildenden Kunst, wie Architektur, Skulptur, Malerei und Grafik, des Kunstgewerbes, in jüngerer Zeit auch der Fotografie, Film- und Videokunst sowie multimedialer Kunstrichtungen (Environment, Aktionskunst, Happening, Fluxus usw.) betrachtet werden.

## Berufsbild
Kunsthistoriker lehren als Dozenten und Professoren an Hochschulen ihr Fachgebiet, die Kunstgeschichte. Sie widmen sich der Museumsarbeit, aber auch der Ausstellung von Kunstwerken. Sie arbeiten im Kunsthandel, in Galerien und auf dem Gebiet der Architektur. Sie sammeln, pflegen und erhalten überlieferte Werke der Bildenden Kunst, arbeiten also z. B. in Archiven oder innerhalb der Denkmalpflege und des Denkmalschutzes und beraten Restauratoren. Für die Versicherungsbranche begutachten und bewerten Kunsthistoriker Antiquitäten und Kunstgegenstände. Als freiberuflich tätige Kunstschriftsteller schreiben sie Bücher über Kunst oder Aufsätze für Fachzeitschriften. Als Journalisten und Kritiker berichten sie über das Kunst- und Architekturgeschehen.
Der Beruf „Kunsthistoriker“ erfordert ein wissenschaftliches Studium an einer Universität. Das Kunstgeschichtsstudium wird mit dem akademischen Grad Bachelor bzw. Master abgeschlossen. Die alten Magister-Abschlüsse werden hingegen kaum noch vergeben. Anschließend kann eine Promotion zum „Dr. phil.“ erfolgen, indem der Kunsthistoriker ein spezielles Teilgebiet der Kunstgeschichte in einer Dissertation bearbeitet.
In der Zeitschrift Kunstchronik (2/1997) erschienen „Empfehlungen zur freiberuflichen Arbeit von Kunsthistorikern“ sowie ein Ratgeber „Kunsthistoriker und Verlage“. Zum Berufsbild „Kunsthistoriker“ ist ein Leitfaden herausgegeben worden, der in Zusammenarbeit mit dem Zentralinstitut für Kunstgeschichte in München überarbeitet wurde und ausführliche Informationen über die Entwicklung des gesamten Berufsbildes enthält. (Vgl. auch die Blätter zur Berufskunde, hrsg. von der Bundesanstalt für Arbeit, 3-XJ02, Nürnberg 1998.)